# Marina Stepanova
Marina Ivanovna Makejeva-Stepanova (rusko Марина Ивановна Степанова-Макеева), ruska atletinja, * 1. maj 1950, Mjaglovo, Sovjetska zveza.
Ni nastopila na poletnih olimpijskih igrah. Na evropskih prvenstvih je v teku na 400 m z ovirami osvojila naslov prvakinje leta 1986. Leta 1979 in dvakrat zapored leta 1986 je postavila svetovni rekord v teku na 400 m z ovirami, ki ga je držala do leta 1993.